# U.S. Post Office Saratoga Springs

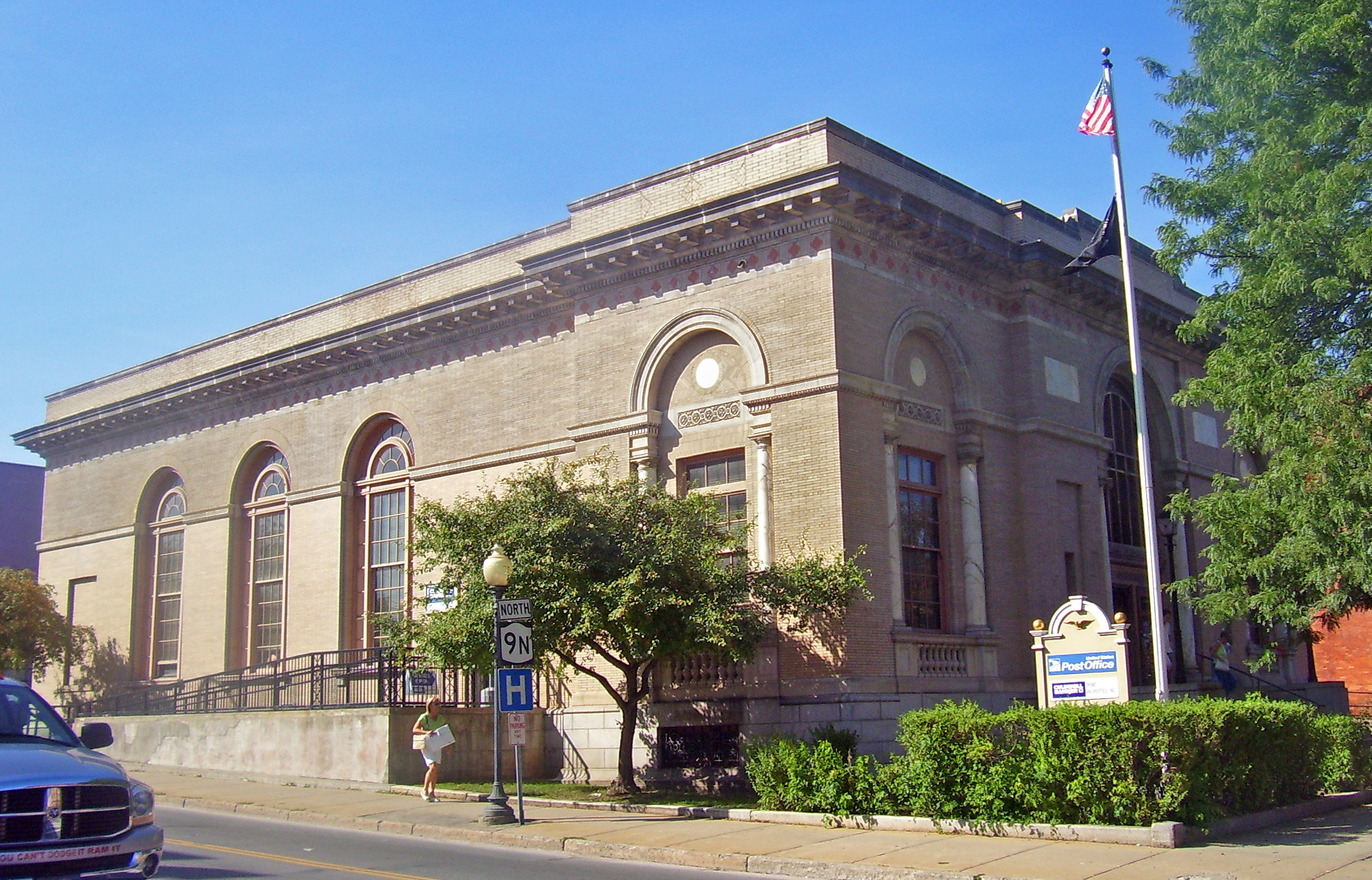
Blick auf das Postamt von Südosten, 2008

Das U.S. Post Office Saratoga Springs ist die für Saratoga Springs, New York zuständige Filiale des United States Postal Service und befindet sich an der Kreuzung von Broadway (US 9/NY 29/NY 50) und Church Street (NY 9N) im Zentrum der Stadt. Es handelt sich um ein Backsteingebäude im neoklassizistischen Stil, das zu Beginn des 20. Jahrhunderts entstand und von James Knox Taylor, dem leitenden Architekten des United States Department of the Treasury. Das Postamt bedient den ZIP Code 12866, womit die City Saratoga Springs abgedeckt wird.
Zum Zeitpunkt seiner Errichtung verfügte das Postamt über eine der prächtigsten Eingangshallen aller Postämter in diesem Bundesstaat. Zwei Wandgemälde, welche die örtliche Trabrennstrecke abbilden, wurden in den 1930er Jahren hinzugefügt. Die Lobby wurde seitdem zwar geringfügig verändert, vom ursprünglichen Entwurf und dem Zustand des Gebäudes ist jedoch ausreichend viel erhalten, sodass es 1989 in das National Register of Historic Places aufgenommen wurde. Bereits seit 1978 war das Bauwerk Contributing Property des Broadway Historic Districts.

## Gebäude
Das Postamt steht ein wenig vom Broadway zurückgesetzt. Einige hochgewachsene Bäume und eine Gartenanlage liegen zwischen dem Gehweg und der Straße. Das Postamt ist eines von vier nennenswerten an dieser lebhaften Kreuzung. Über den Broadway hinweg liegt das Rathaus der Stadt, das im Italianate-Stil erbaut ist. Schräg gegenüber  befindet sich das massige, verzierte Ainsworth Building und auf der anderen Seite der Church Street steht das 1916 im Stil der Beaux-Arts erbaute Gebäude der Adirondack Trust Company mit seiner Marmorfassade.
Das Gebäude ist ein einstöckiger Flachdach-Bau mit drei auf vier Jochen. Die Fassade ist in gelben Backsteinen auf einem Sockel aus bearbeiteten Granit ausgeführt. Sowohl Marmor als auch Kalkstein wurden zur Zierde verwendet. Oberhalb der Fensterfront verläuft rund um das Gebäude eine Ornamentreihe, in der sich ei- und pfeilförmige Elemente aus Kalkstein abwechseln. Darüber befindet sich das Gebälk mit einem Fries, der in einem geometrischen Muster aus roten und gelbenBacksteinen gestaltet ist. Das Gesims ist gezähnt, mit einfachen Rahmen und flachen Tafeln dazwischen. Die niedrige Dachbrüstung hat eine Kalksteinmauerkrone und, an einem etwas überhöhten Abschnitt über dem Haupteingang blattartige Kragsteine.
Das mittlere Joch an der Ostseite ragt hervor. Es ist ein halbrunder Bogen, dessen flach geformte Archivolte von freistehenden dorischen Säulen aus geaderten und polierten Marmor getragen wird. Eine eingelassene Bronzetafel enthält Fenster im oberen Teil und die Türen des Haupteingangs im unteren Bereich. Treppenstufen aus Granit mit einem zentral angeordneten Geländer aus Bronze führen dort hinauf. Die ursprünglichen schweren Bronzetüren sind noch vorhanden, wurde aber funktionell durch moderne Aluminiumtüren ersetzt. Ein Mäanderornament umrahmt die Türen, und oberhalb davon befindet sich die Aufschrift POST OFFICE.
Die flankierenden Fenster und die östlichen Joche an Nord- und Südfassade sind ähnlich gestaltet, abgesehen von den Säulen, die auf einer Balustrade fußen. Die anderen Fensteröffnungen an der nördlichen und südlichen Seite des Gebäudes sind zurückversetzt, die geraden Fensterbänke sind von Kragsteinen gestützt. Ihre Bögen haben Fenster mit sternförmigen eingesetzten hölzernen Sprossen. Ein kleines senkrechtes Fenster ist zwischen dem östlichsten, hervortretenden Joch und dem nächsten angeordnet. An der Südseite steigt eine Rampe für Rollstuhlfahrer empor und ermöglicht den Zugang zum Gebäude an dieser Stelle. An der Nordseite befindet sich eine offene Laderampe, die einen Teil der Rückseite einnimmt.
Im Inneren hat die Lobby eine 4,3 m hohe verputzte Decke mit einem in der Mitte angeordneten Oberlicht aus Bleiglas, das gebogen ist, um dem Winkel der Rückwand zu entsprechen. Die Wände selbst bestehen aus eingelassenen Bögen, an deren oberen Ende ein Gesims sitzt. Der Eingangstorbogen hat ein ähnlich gestaltetes Umfeld. Auf beiden Seiten des Vestibüls befinden sich Wandgemälde von Guy Pène du Bois mit dem Titel Saratoga in the Racing Season (deutsch: „Saratoga in der Rennsaison“).
Der Fußboden ist ein moderner Teppichboden; ein weißer Marmorsockel und eine Marmorvertäfelung aus grünem Marmor umranden einen Teil der Lobby. Eine drei Meter hohe Trennwand mit Postabfertigungsschaltern teilt den Raum entzwei. Diese Schalterfenster befinden sich an der Nordseite des Raumes.

## Geschichte
Saratoga Springs verfügte über ein Postamt, seit der Gründer Gideon Putnam hier 1802 das erste Urlaubshotel eröffnete. Die ersten beiden Postämter waren in den Räumen eines ortsansässigen Kaufmanns untergebracht. Später im 19. Jahrhundert wurde es in einem Bürohaus untergebracht, das sich wie schon die beiden Läden davor am Broadway lag, der Hauptstraße von Saratoga Springs. Das Grundstück am heutigen Standort wurde zu Beginn des 20. Jahrhunderts zu einem Kaufpreis von knapp 125.000 US-Dollar (inflationsbereinigt 4.703.000 US-Dollar) angekauft.
Es war eines der letzten Gebäude, das von James Knox Taylor, dem damaligen Chefarchitekten des United States Department of the Treasury, projektiert wurde. Er hatte bereits vorher den Neoklassizismus als den damaligen bevorzugten Baustil für öffentliche Gebäude etabliert, um damit die Begeisterung der Gründerväter der Vereinigten Staaten für klassische Ideale zu reflektieren. Das Postamt in Saratoga Springs teilt die Art seiner Bogenfenster mit zwei weiteren Postämtern im Bundesstaat New York (Johnstown und Ithaka), aber der Hauch der Neorenaissance, der sich in den Säulen und Ornamenten äußert, findet sich nur in einem weiteren Postamt in New York, dem Postamt in Olean, das etwa zur selben Zeit entstand. Beide Merkmale lassen es mit den anderen Gebäuden an der Kreuzung harmonisieren, da sowohl das Rathaus als auch das Ainsworth Building ähnliche vom italienischen Renaissancestil inspirierte Merkmale aufweisen und das Bankgebäude an der benachbarten Ecke der Church Street ebenfalls in klassischer Weise gestaltet ist.
Zur Zeit seiner Eröffnung war die Lobby des Gebäudes eine der am feinsten dekorierten Schalterhallen eines Postamtes im Bundesstaat. Diese Eindruck wurde später durch die Entfernung der Schalterreihe beeinträchtigt, als eine neue, moderne Trennwand eingezogen wurde.
Die Wandgemälde stammen aus den Jahren 1936–1937 und wurden im Rahmen des Treasury Relief Arts Programs hinzugefügt. Die Laderampe wurde 1961 gebaut und die Modernisierung der Lobby erfolgte 1974. Auch die Außenbeleuchtung wurde zwischenzeitlich ausgetauscht. Ansonsten gab es keine größeren Veränderungen des Gebäudes.